# Високий замок (газета)
«Висо́кий за́мок» скорочено ВЗ — щоденна суспільно-політична україномовна газета, яка виходить у Львові. Виходить у вівторок, четвер та суботу. Розповсюджується у таких містах: Львів, Ужгород, Чернівці, Івано-Франківськ, Тернопіль, Хмельницький, Рівне, Луцьк, Вінниця, Київ.
Газета почала своє існування як російськомовна «Львовская правда», що друкувалася у Львові з 1946 року, а починаючи з 7 вересня 1991 року змінила назву на «Высокий замок». З березня 1992 року газета друкується під своєю сучасною назвою «Високий замок» двомовно (російською та українською), а з січня 2015 українською мовою.
Цінним нематеріальним активом організації є логотип, на котрому зображений силует Львова. Він повторюється на кіосках преси і використовується багатьма фірмами не пов'язаними з газетою. Лого було розроблено на початку 90-х років художницею Вікторією Ковальчук.
До квітня 2011 року більшість випусків газети виходила у «серйозному» великому форматі А2, але під впливом сучасних тенденцій редакція вирішила перейти повністю на формат А3, до того ж з цього часу газета стала повнокольоровою.

## Передплатні індекси
Всі індекси є всеукраїнськими, тобто передплата приймається у будь-якому відділенні «Укрпошти» по всій країні.
30136 — повний комплект (3 рази на тиждень)
23129 — випуски за вівторок, четвер та п'ятницю
30640 — лише четверговий випуск (т. зв. тижневик)

## Вкладки
ВЗ має дві регіональні вкладки: 1)"ВЗ" + Дрогобиччина та 2)"ВЗ" + Самбірщина, а також ТЕЛЕ ЗАМОК з розкладом на ТБ.

## Історія видання
За радянської влади ця газета називалась «Львовская правда», виходила з 1946 року п'ять разів на тиждень і була органом обласного і міського комітетів Комуністичної партії України, а також місцевих рад. На піку хрущовської відлиги «Львовскую правду» на пару років зробили двомовною, але згодом українську версію прибрали.

### Відповідальні редактори газети «Львовская правда»
- 1946—1947 Юр Панас Романович
- .09.1947— .02.1956 Одудько Тимофій Романович
- .02.1956—.12.1969 Руденко Василь Іванович
- .12.1969—.08.1991 Сліпушенко Микола Андрійович

Із здобуттям незалежності «Львовская правда» перетворилася у «Високий замок» і перші шість місяців виходила російською (серпень 1991 — березень 1992 року), після чого продовжила виходити двомовно, українською та російською. Коли Україна здобула незалежність, голова Львівської обласної ради В'ячеслав Чорновіл вирішив, що газету треба реформувати. Ідея була видавати «Высокий замок» російською мовою, щоб зберегти читачів «Львовской правди», але зробити газету українською за духом. Пан Чорновіл запропонував бути головним редактором Степанові Курпілю, однак той відповів, що газета російською мовою, навіть із такими благородними мотивами, ніколи не буде популярною і впливовою у Львові, й запропонував зробити україномовну версію. Наклад української версії нової газети обласної ради почав зростати, російської — скорочуватись, і з часом співвідношення стабілізувалося: близько 85-90 % читачів обирали українську, 10-15 % — російську.
Із часом російська версія залишилася тільки в тижневика (переклад російською мовою четвергового випуску ВЗ). — дублювати щоденну газету для 15 % читачів було невигідно. У 1990-2010-х роках Високий замок був єдиною російськомовною газетою, що виходила у Львові та вільно продавалася на розкладках.
Головним редактором з 1991 до 2006 року був Степан Курпіль, який станом на 2016 рік керував Видавничим Домом “Високий Замок”.
У 2015 році у зв'язку з економічною кризою припинено вихід російськомовного випуску тижневика.

## Колектив
Головним редактором видання, починаючи з 2006 року, є Наталія Балюк. Заступники — Галина Вдовиченко та Аскольд Єрьомін. Журналісти — Іван Фаріон, Галина Ярема, Омар Узарашвілі (1959—2016), Зіновія Воронович, Юлія Ліщенко, Марія Доротич, Орися Хом'як, Інна Пукіш-Юнко, Олена Гутик, Наталія Дружбляк, Ігор Тимоць, Лариса Попроцька, Олена Садовник, Сюзанна Бобкова, Інна Корчук, Олеся Пастернак.

### Головні Редактори
- 1991—2006: Степан Курпіль
- 2006-донині: Наталка Балюк

## Власники
У певні періоди свого існування власниками значної частини акцій були Львівська обласна рада та норвезька фірма «Orkla Media А. С.». Але починаючи з 2000-х основними акціонерами ПрАТ «Видавничий дім Високий замок» є:
- 68,5 % — фізична особа (ПІБ власників є закритою інформацією)
- 30 % фізична особа (ПІБ власників є закритою інформацією)
- 1,5 % фізична особа (ПІБ власників є закритою інформацією)

За неперевіреною інформацією, основним власником (68.5 %) є депутат від ВО Батьківщина Степан Курпіль.

## Інші видання
Видавничий дім «Високий Замок» також видає:
- газету «Добрий господар» (2 рази на місяць)
- газету «Добре здоров'я» (2 рази на місяць)
- журнал «Добра кухня» (раз на місяць)
- журнал «Неймовірні історії життя» (раз на місяць)
- журнал «Маловідома історія: далеке і близьке» (раз на місяць)